# Нордер
Нордер је врста ветра који се јавља у САД. Дува у долини реке Мисисипи и везан је за пролазак депресије. Јавља се и правца севера, врло је јак и доноси хладно време.